# 沃羅尼亞河

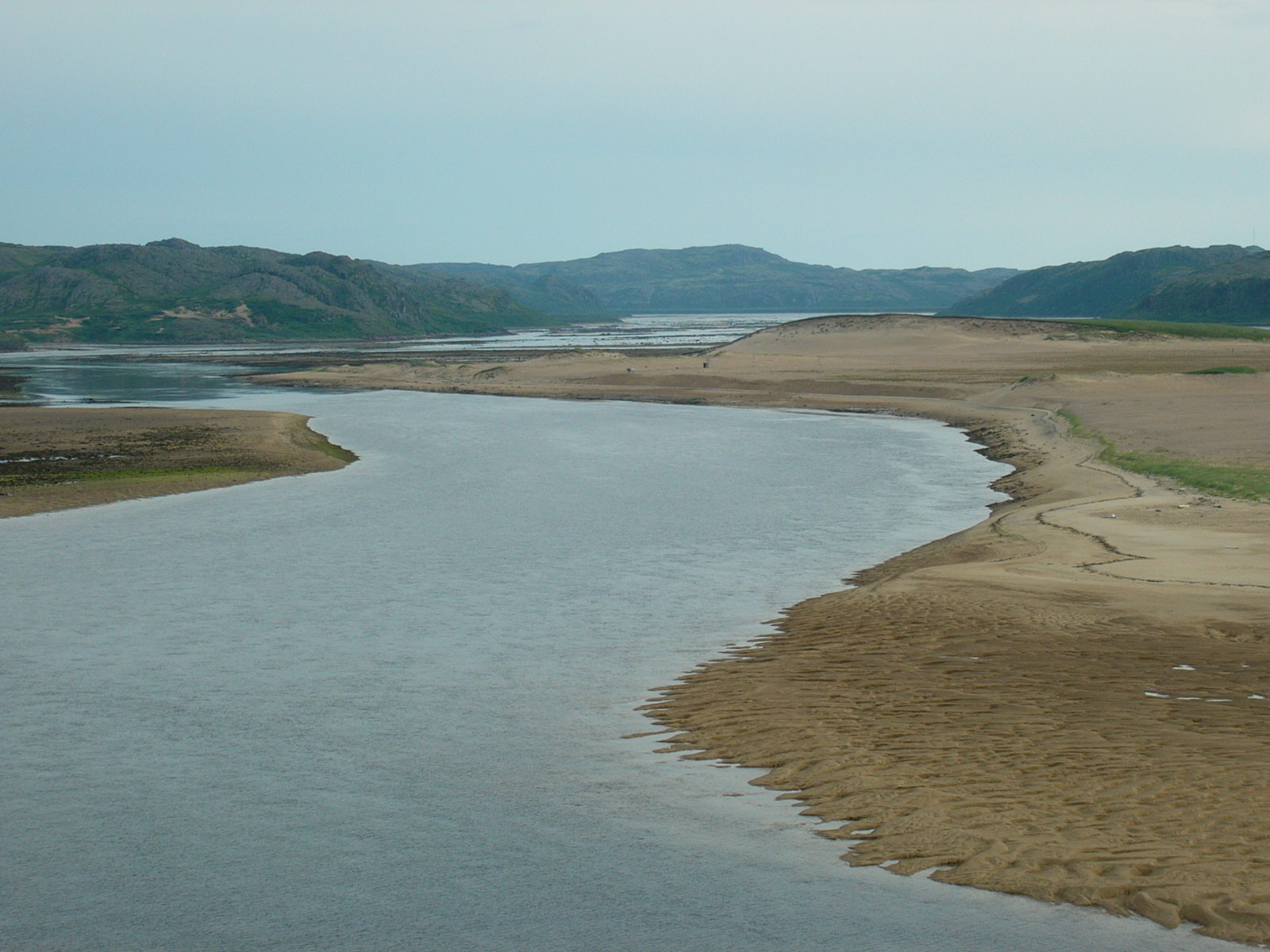
沃羅尼亞河

沃羅尼亞河是俄羅斯的河流，位於摩爾曼斯克州科拉半島，河道全長155公里，流域面積9,940平方公里，從洛沃澤羅湖流出，注入巴倫支海。
沃羅尼亞河上有兩座水力發電廠，每年供電1,069GWh。